# Distretto di Bischofszell
Il distretto di Bischofszell è stato un distretto del Canton Turgovia, in Svizzera. Confinava con i distretti di Münchwilen a ovest, di Weinfelden a nord-ovest, di Kreuzlingen a nord e di Arbon a est e con il Canton San Gallo (distretti di San Gallo e di Wil) a sud. Il capoluogo era Bischofszell.
Amministrativamente era diviso in 8 comuni:
- Amriswil
- Bischofszell
- Erlen
- Hauptwil-Gottshaus
- Hohentannen
- Kradolf-Schönenberg
- Sulgen
- Zihlschlacht-Sitterdorf